# Rimpfischhorn
Das Rimpfischhorn ist ein 4199 m ü. M. hoher Berg in den Walliser Alpen in der Schweiz. Es wird zur Allalingruppe gezählt und liegt zwischen der Mischabel und dem Monte Rosa-Massiv. Der Gipfel befindet sich auf der Grenze der Gemeinden Täsch, Zermatt und Saas-Almagell.

## Geographie
Das Rimpfischhorn ist Teil des stark vergletscherten Gebirgskamms, der das Mattertal und das Saastal trennt. Nördlich liegt das Allalinhorn weniger als 3 km entfernt, unmittelbar südöstlich das ähnlich hohe Strahlhorn. Als nächste Ortschaft liegt Täsch nicht ganz 10 km vom Gipfel entfernt.
Als grundsätzlich in Nord-Süd-Richtung ausgerichteter, steil aufragender Felskamm sendet das Rimpfischhorn einen Nordgrat, der im markanten Grossen Gendarm (4107 m) endet, zum Allalinpass (3552 m), eine Südostrippe zum Adlerpass (3786 m) und einen Westgrat zur Pfulwe (Rimpfischwäng-Grat). Westlich des Gipfels befindet sich auf rund 4000 m Höhe ein namenloser flacher Firnbuckel, der durch den Rimpfischsattel (3988 m) vom Hauptgipfel getrennt ist.
An den Flanken des Rimpfischhorns befinden sich mehrere grosse Gletscher. Östlich liegt mit dem Allalingletscher der grösste, gefolgt vom Mellichgletscher im Nordwesten, dem Adlergletscher im Süden und dem Längfluegletscher im Südwesten.
Das Rimpfischhorn markiert den höchsten Punkt der Gemeinde Saas-Almagell.

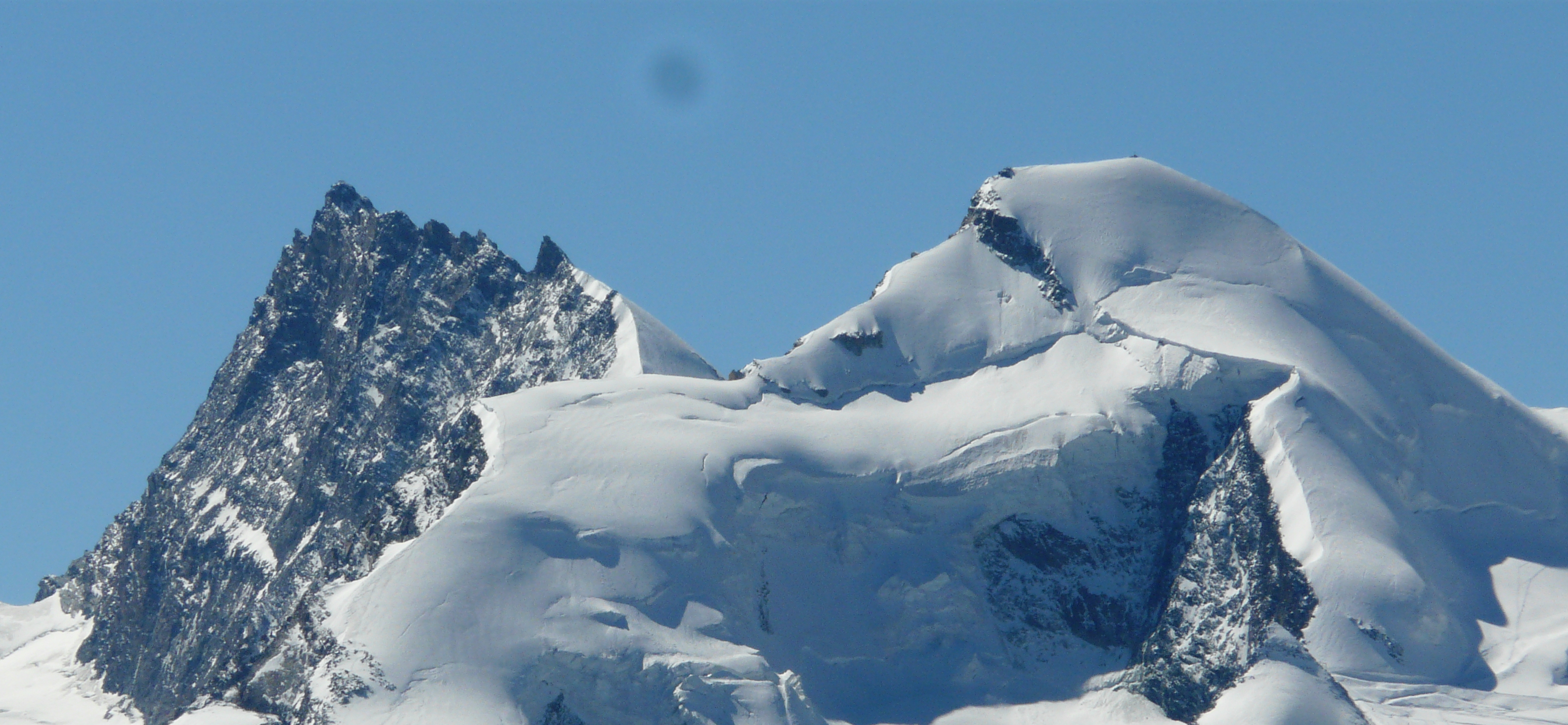
Links das Rimpfischhorn mit dem Grossen Gendarm (4107 m) rechts im Grat, rechts das Allalinhorn

## Alpinismus
Die Erstbesteigung wurde am 9. September 1859 durch Melchior Anderegg, Leslie Stephen, Robert Liveing und Johannes Zumtaugwald unternommen.
Das Rimpfischhorn kann im Sommer im Rahmen einer Hochtour von der Britanniahütte oder dem Berghaus Fluhalp bestiegen werden. Die Talorte sind dabei Saas-Fee oder Zermatt. Die Schwierigkeit dieser siebenstündigen Anstiege wird dabei auf der SAC-Hochtourenskala mit WS (wenig schwierig) bewertet. Seltener wird es von der Täschhütte begangen, ebenfalls WS. Im Winter kann das Rimpfischhorn als Skitour von der Britanniahütte (WS+) oder der Täschhütte (ZS+) begangen werden.
Einer der ältesten Menschen, die das Rimpfischhorn jemals bestiegen, war 1971 Albert Siebenmorgen. Er war zu diesem Zeitpunkt 77 Jahre alt.